# Lukáš Rousek
Lukáš Rousek (né le 20 avril 1999 à Ostrov nad Ohří en Tchéquie) est un joueur professionnel tchèque de hockey sur glace. Il évolue au poste d'attaquant.

## Biographie

### Carrière en club
Formé au HC Letci Letňany, il commence sa carrière senior dans l'Extraliga avec le HC Sparta Prague en 2017. Il est sélectionné au 6e tour, en 160e position par les Sabres de Buffalo lors du repêchage d'entrée dans la LNH 2019. En 2021, il part en Amérique du Nord et est assigné aux Americans de Rochester, club-école des Sabres dans la Ligue américaine de hockey. Le 27 mars 2023, il joue son premier match avec les Sabres dans la Ligue nationale de hockey face aux Canadiens de Montréal et enregistre son premier but et sa première assistance.

### Carrière internationale
Il représente la Tchéquie au niveau international. Il prend part aux sélections jeunes.

## Trophées et honneurs personnels

### LAH
- 2023 : participe au match des étoiles.

## Statistiques

### En club
| Saison     | Équipe                 | Ligue      |    | Saison régulière | Saison régulière | Saison régulière | Saison régulière | Saison régulière |   | Séries éliminatoires | Séries éliminatoires | Séries éliminatoires | Séries éliminatoires | Séries éliminatoires |
| Saison     | Équipe                 | Ligue      | PJ | B                | A                | Pts              | Pun              | PJ               | B | A                    | Pts                  | Pun                  |                      |                      |
| 2017-2018  | HC Sparta Prague       | Extraliga  | 26 | 0                | 2                | 2                | 0                | -                | - | -                    | -                    | -                    |                      |                      |
| 2017-2018  | HC Stadion Litoměřice  | 1.liga     | 1  | 0                | 0                | 0                | 0                | -                | - | -                    | -                    | -                    |                      |                      |
| 2017-2018  | HC Letci Letňany       | 2.liga     | 4  | 4                | 5                | 9                | 0                | -                | - | -                    | -                    | -                    |                      |                      |
| 2018-2019  | HC Sparta Prague       | Extraliga  | 34 | 4                | 5                | 9                | 4                | 4                | 2 | 3                    | 5                    | 0                    |                      |                      |
| 2018-2019  | HC Stadion Litoměřice  | 1.liga     | 16 | 7                | 8                | 15               | 4                | -                | - | -                    | -                    | -                    |                      |                      |
| 2019-2020  | HC Sparta Prague       | Extraliga  | 52 | 14               | 15               | 29               | 14               | -                | - | -                    | -                    | -                    |                      |                      |
| 2020-2021  | HC Sparta Prague       | Extraliga  | 49 | 14               | 24               | 38               | 8                | 11               | 2 | 5                    | 7                    | 0                    |                      |                      |
| 2021-2022  | Americans de Rochester | LAH        | 19 | 1                | 3                | 4                | 2                | 10               | 2 | 4                    | 6                    | 0                    |                      |                      |
| 2022-2023  | Americans de Rochester | LAH        | 70 | 16               | 40               | 56               | 24               | 14               | 5 | 7                    | 12                   | 0                    |                      |                      |
| 2022-2023  | Sabres de Buffalo      | LNH        | 2  | 1                | 1                | 2                | 0                | -                | - | -                    | -                    | -                    |                      |                      |
| 2023-2024  | Americans de Rochester | LAH        | 51 | 10               | 31               | 41               | 16               | 5                | 0 | 6                    | 6                    | 10                   |                      |                      |
| 2023-2024  | Sabres de Buffalo      | LNH        | 15 | 0                | 2                | 2                | 0                | -                | - | -                    | -                    | -                    |                      |                      |
| Totaux LNH | Totaux LNH             | Totaux LNH | 17 | 1                | 3                | 4                | 0                | -                | - | -                    | -                    | -                    |                      |                      |